# Inclination III
Albums de Mari Hamada
Legenda
(15 février 2012) Mission
(13 janvier 2016)
Compilations par Mari Hamada
Single Collection
(8 janvier 2014)
Inclination III (en capitales : INCLINATION III) est un album compilation de Mari Hamada sorti en 2013, couvrant ses dix précédentes années de carrière (2003-2012).

## Présentation
L'album sort le 7 août 2013 au Japon sous le label Tokuma Japan à l'occasion des trente ans de carrière de la chanteuse, dix ans après la compilation Inclination II de 2003 qui couvrait les dix années précédentes (de 1993 à 2002), et dix-neuf ans après la compilation Inclination de 1994 qui couvrait ses dix premières années (de 1983 à début 1993). Il atteint la 11e place du classement des ventes de l'Oricon, et reste classé pendant six semaines. C'est alors son album le plus vendu depuis Blanche sorti treize ans auparavant. Il contient un CD Best of et un DVD d'enregistrements vidéo en concert ; une édition limitée de l'album avec une pochette différente contient un deuxième CD en bonus avec un seul titre : une nouvelle chanson intitulée Fugitive.
Le disque CD, numéroté 5 à la suite des disques 1 et 2 d'Inclination et 3 et 4 d'Inclination II, compile quatorze chansons parues depuis 2003 : dix extraites des cinq derniers albums originaux (Sense of Self, Elan, Sur lie, Aestetica, et Legenda) dont une ré-enregistrée pour l'occasion (Ilinx), deux également sorties en singles (Ash and Blue et Fly High) et une uniquement parue sur une édition limitée (Thousand), ainsi qu'une chanson parue uniquement sur le single pré-cité (Sing Away), une autre sortie uniquement en single digital en téléchargement (Wish), et deux nouvelles chansons enregistrées pour l'occasion (Historia et Mirage). 
Le disque DVD, numéroté 6, contient onze chansons filmées lors de divers concerts (et une conclusion musicale), dont sept déjà parues sur les quatre DVD de la chanteuse sortis depuis 2004 (20th Anniversary Special Concert, 25th Anniversary Tour "On The Wing" in Tokyo, Aestetica - Mari Hamada Live In Tokyo 2010, et Legenda - Mari Hamada Live Tour 2012).

## Liste des titres
Toutes les paroles sont écrites par Mari Hamada.
| Disc 5 (CD) | Disc 5 (CD)                   | Disc 5 (CD)              | Disc 5 (CD)                          | Disc 5 (CD) | Disc 5 (CD) | Disc 5 (CD) | Disc 5 (CD) | Disc 5 (CD) | Disc 5 (CD) |
| No          | Titre                         | Musique                  | Origine                              | Durée       |             |             |             |             |             |
| ----------- | ----------------------------- | ------------------------ | ------------------------------------ | ----------- | ----------- | ----------- | ----------- | ----------- | ----------- |
| 1.          | Historia ("new recording")    | Masaru Kishii            | Nouvelle chanson                     | 6:37        |             |             |             |             |             |
| 2.          | Ilinx ("re-recording")        | Mari Hamada              | Nouvelle version d'un titre de Elan  | 6:45        |             |             |             |             |             |
| 3.          | Mirage ("new recording")      | Hiroyuki Ohtsuki         | Nouvelle chanson                     | 5:32        |             |             |             |             |             |
| 4.          | Stay Gold                     | Masaru Kishii            | de l'album Aestetica (2010)          | 5:14        |             |             |             |             |             |
| 5.          | Fly High                      | Hiroyuki Ohtsuki         | 23e single ; de l'album Elan (2005)  | 4:06        |             |             |             |             |             |
| 6.          | Blue Water                    | Takuya "Yang" Iijima     | de l'album Sur lie (2007)            | 6:15        |             |             |             |             |             |
| 7.          | Sing Away                     | Hiroyuki Ohtsuki         | du 23e single Fly High (...) (2005)  | 4:13        |             |             |             |             |             |
| 8.          | Heartbeat Away From You       | Mari Hamada              | de l'album Sur lie (2007)            | 6:06        |             |             |             |             |             |
| 9.          | Somebody's Calling            | Takanobu Masuda          | de l'album Aestetica (2010)          | 5:00        |             |             |             |             |             |
| 10.         | Crimson                       | Hamada, Nozomi Wakai     | de l'album Legenda (2012)            | 5:17        |             |             |             |             |             |
| 11.         | There's A Will, There's A Way | Hamada, Yoichi Fujii     | de l'album Sense of Self (2003)      | 5:14        |             |             |             |             |             |
| 12.         | Ash And Blue                  | Hiroyuki Ohtsuki         | 22e single ; de Sense of Self (2003) | 3:50        |             |             |             |             |             |
| 13.         | Thousand                      | Mari Hamada              | de Legenda - édition limitée (2012)  | 4:51        |             |             |             |             |             |
| 14.         | Wish                          | Hamada, Hiroyuki Ohtsuki | Single en téléchargement (2008)      | 6:53        |             |             |             |             |             |
| 1:15:59     |                               |                          |                                      |             |             |             |             |             |             |

| CD bonus de l'édition limitée | CD bonus de l'édition limitée | CD bonus de l'édition limitée | CD bonus de l'édition limitée | CD bonus de l'édition limitée | CD bonus de l'édition limitée | CD bonus de l'édition limitée | CD bonus de l'édition limitée | CD bonus de l'édition limitée | CD bonus de l'édition limitée |
| No                            | Titre                         | Musique                       | Origine                       | Durée                         |                               |                               |                               |                               |                               |
| ----------------------------- | ----------------------------- | ----------------------------- | ----------------------------- | ----------------------------- | ----------------------------- | ----------------------------- | ----------------------------- | ----------------------------- | ----------------------------- |
| 1.                            | Fugitive                      | Mari Hamada                   | Nouvelle chanson              | 5:49                          |                               |                               |                               |                               |                               |
| 5:49                          |                               |                               |                               |                               |                               |                               |                               |                               |                               |

| 1.  | Momentalia [Live Tour 2012 "Legenda"]                      |  |  |
| 2.  | Etranger [Live Tour 2012 "Legenda" extra] (clip inédit)    |  |  |
| 3.  | Ash And Blue [Live In Tokyo "Aestetica"]                   |  |  |
| 4.  | Stay Gold [Live In Tokyo "Aestetica"]                      |  |  |
| 5.  | Fantasia [25th Anniversary Tour "On The Wing" in Tokyo]    |  |  |
| 6.  | Summer Days [Live Tour 2012 "Legenda" extra] (clip inédit) |  |  |
| 7.  | Tomorrow [Live Tour 2012 "Legenda" extra] (clip inédit)    |  |  |
| 8.  | Emergency [Live 2002 "marigold"]                           |  |  |
| 9.  | Don’t Change Your Mind [20th Anniversary Special Concert]  |  |  |
| 10. | Crescendo [Live Tour 2012 "Legenda" extra] (clip inédit)   |  |  |
| 11. | Somebody's Calling [Live In Tokyo "Aestetica"]             |  |  |
| 12. | Ending SE - Evergrace                                      |  |  |